# Calle Ali Demi
La calle Ali Demi (en albanés: Rruga e Ali Demit) es una calle principal de Tirana, en el país europeo de Albania. Lleva el nombre de Ali Demi, un héroe de la Segunda Guerra Mundial. Se trata de una importante calle central de Tirana oriental y diversas ramas del bulevar Bajram Curri. Varias universidades y colegios están situados a lo largo de esta calle. En esta vía además se encuentra el Ministerio de Asuntos Exteriores albanés.